# Protium ravenii
Protium ravenii är en tvåhjärtbladig växtart som beskrevs av D.M. Porter. Protium ravenii ingår i släktet Protium och familjen Burseraceae. Inga underarter finns listade i Catalogue of Life.